# Euonymus velutinus
Euonymus velutinus är en benvedsväxtart som först beskrevs av Carl Anton Andreevic von Meyer, och fick sitt nu gällande namn av Friedrich Ernst Ludwig Fischer och C. A. Mey. Euonymus velutinus ingår i släktet Euonymus och familjen Celastraceae. Inga underarter finns listade.